# 本多忠辰
本多 忠辰（ほんだ ただとき）は、江戸時代中期の大名。播磨国山崎藩の第3代藩主。政信系本多家4代。官位は従五位下肥後守、肥前守。

## 略歴
初代藩主・本多忠英の3男。母は側室・小池三平の娘。正室は松平乗賢の娘。子に本多忠堯（長男）、娘（本多忠可正室）、娘（増山正武養女）。幼名は八十郎。
享保16年（1731年）、先代藩主で兄の忠方が早世したため、その跡を継いだ。藩政においては兄の代から続く享保の大飢饉による農村荒廃による救済費、さらには正室が第8代将軍・徳川吉宗の側用人を務める松平乗賢の娘である上、本多宗家を継いだ長兄の忠良までもが老中になったことから、その関係で出費が著しく増大して、藩財政が破綻寸前となった。このため、御用商人から莫大な献金を取り立てている。
寛延3年（1750年）11月24日、40歳で死去し、跡を長男の忠堯が継いだ。法号は諦原院殿前肥州宰吏融誉円厳利道大居士。墓所は東京都江東区三好の霊光院。

## 系譜
- 父：本多忠英（1647-1718）
- 母：小池三平娘
- 養父：本多忠方（1708-1731）
- 正室：松平乗賢娘
  - 長男：本多忠堯（1737-1761）
- 生母不明の子女
  - 女子：熊姫 - 本多忠堯の養女、本多忠可正室
  - 女子：増山正武養女 - 増山正贇婚約者